# Steinbach (Moorenweis)
Steinbach ist ein Gemeindeteil der Gemeinde Moorenweis im oberbayerischen Landkreis Fürstenfeldbruck. Das Pfarrdorf liegt circa vier Kilometer nordwestlich von Moorenweis.

## Geschichte
Zu Beginn des 12. Jahrhunderts ist ein edelfreies Geschlecht überliefert, das sich nach Steinbach benennt und letztmals 1258/62 erscheint. 1442 gehörte das Gericht zu Steinbach dem Jörg Aresinger aus Türkenfeld.
Im Jahr 1558 wird als Besitzer der Hofmark Steinbach und Langwied der herzoglich bayerische Rentschreiber Caspar Perndorfer zu Pähl genannt. Nach ihm war Marx von Dürsch Eigentümer des Ortes. Von der Familie Dürsch kam die Hofmark zu Beginn des 19. Jahrhunderts durch Heirat an die Edlen von Krempelhuber. Die Hofmark wurde 1848 aufgelöst als Aloys von Arco-Stepperg Besitzer war.
Anlässlich der Gemeindegebietsreform in Bayern wurde die ehemals selbständige Gemeinde Steinbach am 1. Juli 1972 zu Moorenweis eingegliedert.

## Baudenkmäler
- Katholische Pfarrkirche St. Bartholomäus